# Червен кантарион
Червен кантарион (Centaurium erythraea) е двугодишно тревисто растение с лечебни свойства от семейство тинтявови (Gentianaceae).

## Лечебно действие и приложение
Червеният кантарион има апетитовъзбуждащо и подобряващо храносмилането действие. Използва се при различни заболявания – стомашно-чревни, чернодробни и жлъчни, също и като средство за стимулиране отделяне на стомашен, жлъчен и панкретичен сок, понижава температурата при трескови състояния. 